# Son Coll
Son Coll és un llogaret situat a Deià (Mallorca), concretament a la part alta del terme, entre Son Beltran, Llucalcari i Can Miquelet. L'alqueria primitiva, travessada pel camí de Son Coll, que uneix Deià amb l'alqueria de Castelló i Sóller, va ser objecte des d'antic de diverses particions, arran de les quals s'originà un petit nucli de cases, avui reconegut com a urbà per l'Ajuntament de Deià.
A les acaballes del segle xx el llogaret es trobava molt dividit, amb diverses cases, dues d'elles amb tafona i on el llinatge Coll era el més habitual.
Robert Graves hi va adquirir una casa, que va esdevenir residència del seu fill, el fotògraf Joan Graves Pritchard.
L'any 2007 un matrimoni alemany va comprar una de les cases de Son Coll i creà la seva web oficial  Arxivat 2010-11-07 a Wayback Machine., amb textos en anglès i en alemany.